# 興禅寺 (河内長野市)
興禅寺（こうぜんじ）は、大阪府河内長野市美加の台にある曹洞宗の寺院。本尊は観世音菩薩。
伝承によれば行基により創建され、神護景雲元年（767年）に古稱陀洛山 神宮寺または大乗院と称し、上宮神（現在の赤坂上之山神社）を鎮守として完成した。元禄12年（1699年）に曹洞宗に改め、伽藍を禅宗様式に増改築した。
池には斑蓮（まだらはす）と呼ばれるハスがあり、これは創建当時に植えられたもので、現在では全国に数箇所しかない珍しい種類のものである。また、池の周りには多数の羅漢像がある。木造阿弥陀如来坐像は平安時代末期のもので国の重要文化財である。